# Cynfyn
Cynfyn (latino: Conbinus; inglese: Convin; ... – 615 circa) fu sovrano del Regno di Ergyng.
Si sa poco su Cynfyn, figlio di Peibio Clafrog, che forse regnò insieme al fratello Gwyddgi. Alla sua morte, il trono non andò al figlio Gwrgan, ma all'usurpatore Gwrfoddw Hen.